# Сильвани, Пьер Франческо
Пьер Франческо Сильвани (итал. Pier Francesco Silvani; 28 июня 1619, Флоренция — 22 августа 1685, Пиза) — итальянский архитектор тосканской школы.

## Биография
Пьер Франческо был сыном архитектора из Сиены Герардо Сильвани и одним из самых активных архитекторов позднего барокко конца XVII века. Среди его главных работ во Флоренции — церковь Сан-Гаэтано, построенная совместно с отцом, реконструкция монастыря Сан-Марко во Флоренции. Совместно с Джованни Баттиста Фоджини он проектировал и строил неф и главный алтарь церкви Санто-Стефано-деи-Кавальери в Пизе. Он также продолжал строительство садов Бернардо Буонталенти за Палаццо Корсини аль Парионе во Флоренции, построил в этом дворце эффектную парадную лестницу.

## Основные проекты и постройки

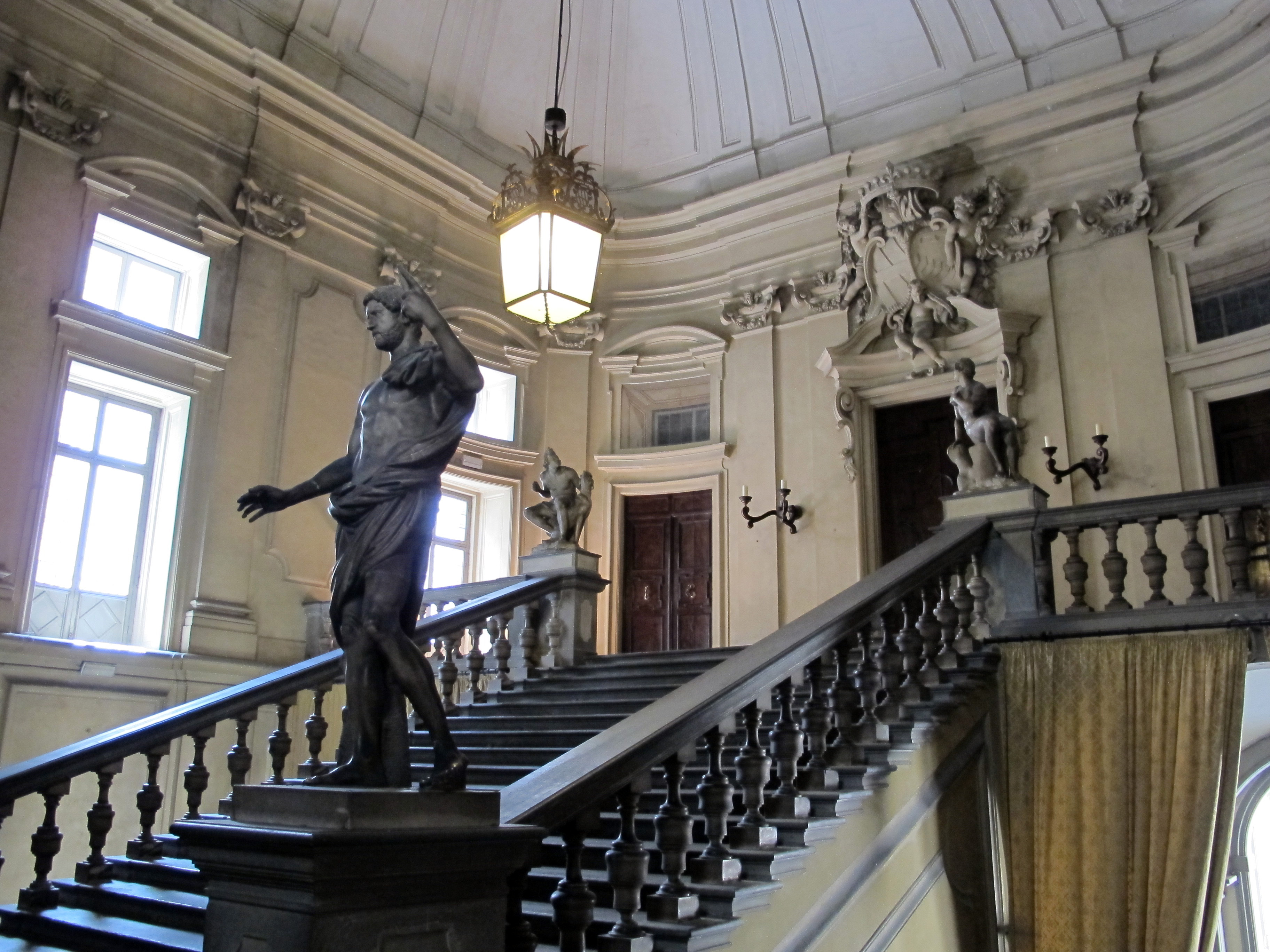
Парадная лестница Палаццо Корсини аль Парионе

- Интерьер церкви Сан-Доменико, Прато. 1648—1652.
- Расширение Палаццо Вентури-Джинори. Ок. 1665.
- Комплекс Сан-Фиренце, Флоренция. Ок. 1667.
- Церковь Сан-Фредиано-ин-Честелло, Флоренция. 1670—1698.
- Капелла Корсини церкви Санта-Мария-дель-Кармине, Флоренция. 1675.
- Реконструкция монастыря Сан-Марко во Флоренции. 1679.
- Реконструкция Сантуария Мадонны-дель-Джильо в Прато. 1680.
- Интерьеры Палаццо Джанни-Луккезини-Веньи. Флоренция. 1683.
- Завершение строительства главной капеллы церкви Санта-Мария-Маддалена-деи-Пацци во Флоренции. 1685.
- Церковь Суоре-Монтальве на вилле Ла Кьете. 1686.
- Проект хора базилики Сантиссима-Аннунциата, Флоренция. 1688.
- Палаццо Нальдини. Флоренция.